# Nuit et Jour (roman)
Pour les articles homonymes, voir Nuit et Jour et Night and Day.
Nuit et Jour (Night and Day) est un roman de Virginia Woolf publié le 20 octobre 1919. 

## Résumé
Situé à Londres, pendant la période édouardienne, Nuit et Jour oppose la vie quotidienne de deux amies, Katharine Hilbery et Mary Datchet. Le roman analyse les relations entre amour, mariage, bonheur et succès. 

## Thèmes
À la différence du roman publié plus tard qu'est To the Lighthouse (La Promenade au phare), dialogues, introspection, et action se partagent l'ouvrage en proportions égales. Le roman met en scène quatre personnages principaux (Katharine Hilbery, Mary Datchet, Ralph Denham, et William Rodney), auxquels il revient constamment.
Nuit et Jour traite des problèmes touchant au suffrage des femmes, à la compatibilité entre amour et mariage, et à la question de la nécessité du mariage pour atteindre au bonheur. Les éléments récurrents qui apparaissent par ailleurs dans le roman sont les étoiles et le ciel, la Tamise et les promenades à pied ; Virginia Woolf y fait par ailleurs de nombreuses références aux œuvres de William Shakespeare, et tout particulièrement à Comme il vous plaira (As You Like It).

## Contexte
L'action se déroule sur environ six mois, d'octobre 1911 à mai 1912, à Londres (Chelsea, Highgate, Kew Gardens, etc), et un peu dans le Lincolnshire.
Les références à l'argent sont discrètes. Les différences de niveau de vie sont sensibles, ce dont témoigne la visite que Ralph impose à Katharine dans sa propre famille à Highgate. Katharine s'intéresse aux mathématiques (aux étoiles et à la comptabilité), mais peut, en pleine soirée familiale, et en robe de soirée, rendre une visite surprise à Mary, qui dans d'autres circonstances reprise elle-même ses propres bas.
L'éclairage se fait encore à la bougie (bougeoir) pour les chambres, mais il est électrique dans les pièces de réception, comme sans doute dans les rues pour les réverbères. La famille de Ralph connaît le lustre à gaz incandescent défectueux et la lampe à alcool (p. 487).
On circule beaucoup à pied, à Londres comme dans la région de Lincoln, mais aussi en voiture à cheval (les chevaux de l'attelage), en cabriolet, carriole, charrette, plus vraiment en diligence, mais en train, tramway, autobus, omnibus automobile, taxi.
L'intérêt de Ralph pour les sciences et techniques (botanique, mine de charbon, central téléphonique, tunnel piéton sous la Tamise (1902), mais aussi héraldique), est suffisamment rare pour attirer positivement l'attention de Mary et de Katharine, alors que la poésie est ou semble davantage prisée dans la bonne société. Mary travaille, à la machine à écrire, pour les dossiers, suppliques, ou tracts de son association, qui vise à avancer le droit de vote pour les femmes (de trente ans).

## Personnages
Le roman met en contact deux mondes plutôt séparés, sinon étanches, surtout une élite sociale, milieu socialement et culturellement supérieur, la haute société, principalement dans le quartier de Chelsea, qui se reçoit, pour le thé, rarement pour la soirée
- Miss Katharine Hilberry, 27 ans, fille unique, sans emploi salarié, personnage central
  - Trévor Hilbery, père, grand bourgeois, juriste, directeur d'une revue juridique
  - Mrs Margaret Hilbery (Maggie), mère, sur le modèle de tant Anny (Thackeray) Pitchie, attachée à rédiger la biographie du grand poète
  - Tantes et oncles, en nombre, dont :
    - Mrs Célia Milvain, sans enfant, grande bécasse (p. 629)
    - Mrs Mina Duckworth
    - Mrs Milicent Cosham, qui vit à Woking depuis 25 ans
    - Lady Charlotte Otway (p. 260-), résidant au manoir de Stogdon, à Lampsher (Lincolnshire)
    - Sir Francis Otway, retraité des Indes, avec pension jugée insuffisante, tyran domestique, devenu égoïste fieffé et de plus en plus difficile et exigeant (p. 280)
    - Mrs Caroline Stephens, vieille demoiselle, importante de taille et de volume
    - Lady Anny Pitchie
    - Mrs Maar Discher
    - tante Eleanor, oncle Aubrey, oncle John, etc.

  - Cousins et cousines, en nombre, dont
    - Henry Otway (25 ans peut-être), enseignant le violon à des demoiselles
    - Cassandra Otway, 22 ans sans doute,
    - Cyril Alardice  (p. 154), dont la concubine attend leur troisième enfant, et qui donne des cours de droit (romain ou grec)
    - Hilda, etc.

  - Invités
    - Mr Fortescue (inspiré de Henry James), Mrs Sutton Bailey, Mrs Vermont Bankes (américaine), Lady Ferrilby (femme assomante)
    - Mr Peyton (cinquantaine, chauve à moustache, éditeur de revue réputée), le petit Mr Anning, Sir Richard Warburton, William Rodney (37 ans)

Le reste du monde, si l'on exclut les nombreux domestiques généralement anonymes et à peine évoqués, relève de milieux modestes :
- Ralph Denham, 28 ou 29 ans, clerc de notaire chez Grateley et Hooper, dont le père est mort, et qui assure la charge de sa famille (six ou sept frères et sœurs) : 
  - mère, attentive sœur aînée Joan, Johnie, Heter (18 ans), Charles (17 ans, aspirant à l'exil comme fermier au Canada, ou à placer dans un bureau), James, Molly (dix ans), avec ou sans l'assistance de l'oncle Joseph
  - quelques anciens amis, dont Harry Sandys
- Mary Datchett, entre 25 et 28 ans, secrétaire de bureau d'une association de Suffragistes
  - Mr Clacton, Mrs Sally Seal (cette drôle de petite prêtresse de l'humanité (p. 234))
  - Mrs Kit Markham, fille du précurseur et fondateur de l'association, son gros chien, et les sociétaires et sympathisants
  - Mr Basnett (p. 464), qui propose un nouveau regard social, et entraîne Mary Datchett dans cette nouvelle entreprise associative
  - la famille de Mary, à Disham (Lincolnshire), vieille église, grand presbytère avec jardin
    - révérend Wyndham Datchett (68 ans, père, veuf, qui connaît tout Horace), Elisabeth (intendance, poules, rosiers), Richard, Edward (?), Christophe, 22 ans, destiné au barreau, collectionneur de phalènes et de papillons)

## Psychologie
Le narrateur, extérieur à l'action, se fait le plus discret possible, laissant la place aux paroles et pensées de ses personnages, sur le mode du courant de conscience. Ainsi, au printemps, l'enthousiasme de Margaret Hilbery est presque contagieux : des bribes de phrases insaisissables la hantaient. Elle se livrait aux délices sensuels des combinaisons de mots. Elle en recherchait dans les pages de ses auteurs favoris (p. 400).
Certains passages du texte, particulièrement les métaphores, peuvent être difficiles à situer : Ainsi contraint et forcé, Benham franchit la limite fixée par le réverbère et s'en excusa tout bas au passage (p. 113) ; Mrs Coslon ressemble à un éléphant coiffé de pierreries, ou à un superbe cacatoès en équilibre instable sur son perchoir, picorant capricieusement un morceau de sucre (p. 208), ou l'oncle John envoyé comme juge en Inde faute d'avoir réussi ses examens (p. 210).
Il s'agit de trouver à qui parler de soi, faire des confidences, oser dire, trouver le moyen de s'exprimer, de communiquer (un peu) ses incertitudes, ses émotions, ses troubles.
Chacun tient un carnet secret. Seul William propose sa nouvelle pièce à l'appréciation des autres.
Le corps est peu manifesté : baise-main, pression des doigts sur une épaule, et d'un commun accord, ils relâchèrent l'étreinte de leurs doigts (p. 430), elle le laissa presser ses lèvres sur sa joue et appuya sa tête contre son bras (p. 525). Dans l'avant-dernier chapitre, enfin, elle peut se jeter dans les bras de son promis. L'aspect suranné des rêveries romanesques est aussi un hommage à la sensualité de la peinture préraphaélite.

### Katharine
Le roman s'ouvre sur un thé dans la maison des Hilbery, où Katharine officie : cette activité ne mobilisait guère qu'un cinquième de son attention. (p. 37). Seule à avoir moins de quarante ans, elle s'occupe plutôt des nouveaux venus. Ralph Denham, protégé de son père, se présentant pour son premier thé dans cette maison, il est donc de sa charge de s'en occuper, de faire la conversation, de lui montrer les tableaux de famille (présenter les reliques familiales), une des familles les plus remarquables d'Angleterre (p. 40) : Hilbery, Warburton, Manning, Otway. Et la personne la plus importante est le grand-père, poète renommé, dont sa mère prépare une somme biographique, Vie de Richard Alardyce (inspiré de Thackeray). La principale activité quotidienne de Katharine est d'assister sa mère dans cette tâche, en matinée, sans écrire.
Fière de la distinction de ses origines (p. 73), elle est un peu déstabilisée par les réactions de Ralph : vous êtes barrée de toute part (p. 48). Quand elle lui déclare il y a quantité de gens que j'aimerais être. [...] Il ne m'arrive jamais rien d'intéressant (p. 101), la conversation s'aigrit : sans doute est-ce là une caractéristique de votre classe   (Ralph, p. 101), En quel sens êtes-vous mon inférieur  (Katharine, p. 101) ? Elle ne lit pas. elle songe, rêve, fantasme, se perd.
William la considère comme une enfant gâtée, en quelque sorte, qui mène une vie détestable, [...] toute repliée sur elle-même, asservie aux traditions familiales (p. 113). Son observation des étoiles, son regard noyé, ses extravagances, ou ses silences, dénotent une infinie tristesse, mais aussi une colère impuissante et confuse  (p. 337). Elle envie l'indépendance, le travail (collectif, social, utile), l'énergie, l'implication sociale, le rêve du droit des femmes, de Mary. Elle envie aussi l'éducation, l'érudition, et l'appartement particulier de William. Quand son mariage se rapproche, ses projets sont très terre à terre : maison et loyers, domestiques et gestion du budget (p. 283). Elle partage un temps les rêves de maison à la campagne de Ralph.
Elle paraît froide, indifférente, poseuse. Elle se méfie de tout sentimentalisme. Elle peut déclarer à William : J'ai eu tort de me fiancer avec vous  (p. 323), puis : Cassandra vous aime plus que moi (p. 535). Elle est surtout perdue dans le labyrinthe de ses émotions, une nouvelle Carte du Tendre : elle se força à examiner leur position sociale sur la carte accidentée des émotions (avec Ralph, au Kew Garden, p. 436). Elle en accepte la proposition d'amitié sincère. Quand elle l'accompagne chez lui, elle sentit monter et se refermer au-dessus de sa tête les eaux de la vie familiale, et elle grignota en silence (p. 487).
Une signification du titre peut se lire dans la déclaration à Cassandra : À minuit, mes chevaux se transforment en rats, et je me sauve (p. 462).
Plus tard, elle doit admettre : je suis partagée - je me sens tellement à mon aise avec vous, et tellement désorientée (p. 547), et se retrouve un peu troublée de devoir se reconnaître à l'issue de cette matinée un talent prodigieux pour — comment dire ? — les divagations d'une stupidité sans nom (p. 562). Le texte s'achève quand elle comprend qu’il lui fallait maintenant s'habituer à l'idée que quelqu'un partageait sa solitude (p. 634).

### William Rodney
À 35 ans, ce jeune homme bien élevé et bien éduqué, habitué de la famille Hilbery, est l'époux possible le plus évident pour Katharine, qu'il fréquente depuis dix ans. Employé dans un ministère, il vit seul (et sans famille ?), dans un petit appartement rudement bien installé. Il vit surtout pour la littérature : poésie et dramaturgie. Élégant et susceptible, il prononce, chez Mary, devant une trentaine d'auditeurs (Mary, Ralph, Katharine, Morris, Crashaw, Dick Osborne, Septimus, etc), une conférence sur l'emploi de la métaphore dans la poésie élizabéthaine. Katharine est par instants un idéal féminin : elle ne lit pas Shakespeare, elle est Shakespeare (p. 241).
Même si Katharine déclare ne pas être amoureuse de lui, il en obtient des fiançailles, bien vues en famille, détestées par Ralph. Le mariage risquant d'être retardé, après avoir rencontré Cassandra Otway pour le nouvel an, il se met à penser à elle, et à envisager de la former, ou au moins de la conseiller en lectures, par courrier : Il trouvait particulièrement délicieux de chercher à traduire par son style cette alternance de ronds de jambe et de révérences, d'avancées et de replis qui caractérisent un certain mode de relations entre les hommes et les femmes, parmi des milliers d'autres possibles (p. 418).
Dans le même temps, Katharine, par souci de famille principalement, propose d'accueillir Cassandra pour deux semaines. Cassandra, 22 ans, une vraie perle (à venir), caractère versatile, charme irrésistible, compagne charmante, gamine inexpérimentée, est en admiration devant les émotions rares et sublimes d'un couple aussi exceptionnel (p. 478), alors même que le couple des fiancés se déchire. Elle s'éprend de lui, il s'éprend d'elle, une tante s'insurge des inconvenances, ce que redoute particulièrement William. La respectabilité de la famille Hilbery est au bord de l'explosion.
Ralph le méprise, mais devient, de fait, son confident. Et l'hypothèse d'un double mariage William-Cassandra et Ralph-Katharine semble combler le quatuor, qui effectue quelques sorties ensemble, dont une mémorable au music hall (p. 589), toutes repérées par des membres de la famille.

### Ralph Denham
La première rencontre officielle avec Katharine lui est une révélation multiple déstabilisante : il donnait l'image d'un jeune homme dur et farouchement indépendant, d'un excentrique obstinément bourru, brûlant du désir de réussir dans la vie (p. 192). Dès le détour par les tableaux de famille, cet homme sans fortune cherche à forcer Miss Hilbery à lui obéïr (p. 101), éveiller son intérêt. Il ne sait que provoquer en évoquant sa famille, pas folichons, mais pas ridicules : nous sommes une famille honnête de la petite-bourgeoisie de Highgate (p. 49).
Jusqu'alors, et depuis deux ans, c'est Mary qui perturbe sa vie, à qui il se confie, et avec laquelle il envisagerait de partager sa vie. Elle le comprend, le devine, le protège, le guide, souvent à son insu. Quand elle lui refuse le mariage, il est plus encore épris de Katharine : au supplice, dérive, folie, épuisé, somnambulique (comme Katharine, avec décalage) : il ressemblait à un de ces oiseaux perdus fascinés par le phare et retenus contre la vitre par la splendeur incandescente (p. 514).
Il voudrait la dépouiller de tout romantisme, mais, quant à Kew Garden elle arrive en retard : La voici, tel un navire, toutes voiles dehors, [...] dans un volettement de plumes, saluée par le vent léger (p. 432). Après, encore, désespéré, il persiste à envisager de tout abandonner, de s'installer dans une petite maison à la campagne.
Quand enfin les deux amoureux se déclarent, c'est vous que j'invente (p. 548). Nul ne sait ce qui adviendra, ils ont comme des feux dans la tempête (p. 550).

### Mary Datchet
Sans doute âgée de 25 ans, originaire de la campagne, elle est la seule qui vive un engagement social, dans cette association qui promeut une loi de protection sociale, et le droit de vote des femmes, avec enthousiasme. Elle vit seule, indépendante, dans un petit appartement, qui se transforme en centre de réunion de jeunes gens intéressés à réparer et reconstruire le système anglais (p. 294). 
Depuis deux ans, elle s'attache à Ralph : au bout de six mois, elle en savait plus sur ses amis et ses passe-temps bizarres que ses propres frères et sœurs qui vivaient avec lui depuis toujours (p. 183). Quand elle comprend qu'il est perturbé, obsédé, passionné par Katharine, elle affirme penser à s'exiler en Amérique : Je ne veux pas vous épouser.
Sa relation à Katharine est étrange. L'occasion de leur rencontre est la conférence de William. Katharine admire l'indépendance de Mary, sans croire à l'utilité absolue de son combat : elle se prépara à résister à Katharine, Katahraine ne devait pas être autorisée à partir, à disparaître dans le monde libre et heureux des individus irresponsables (p. 358).
Elles deviennent confidentes : je suis amoureuse de Ralph. Il est amoureux de vous. [...] Je suis affreusement jalouse. Mais elle tient bon : je ne veux pas de faux-semblants dans ma vie (p. 351).
Son travail est de fait remis en cause par la forme d'amateurisme ironique de Ralph et de Katharine. Elle va jusqu'à méjuger de ses collègues : des excentriques, des êtres vivants avortés, privés d'une part essentielle de leur substance (p. 351). Même Mrs Seal se sent un instant incapable de se lancer dans une de ces tirades enflammées, mais inconséquentes, sur la liberté, la démocratie, les droits des peuples et les iniquités du gouvernement, qui faisaient ses délices (p. 348).
Enfin, Mr Basnett apparaît et son projet La Société par l'éducation et la démocratie, contre le capital (p. 464). Et le travail social peut repartir de manière plus énergique.

## Intentions
Même si le roman est dédié à sa sœur, Vanessa Bell (1879-1961), le personnage de Katharina doit beaucoup à Adeline Virginia Alexandra Stephen (1892-1941) et celui de Ralph à Leonard Woolf (1880-1969), fonctionnaire britannique à Ceylan de 1904 à 1911.
La fiction ou l'autofiction, comme thérapie (les variations stupéfiantes de ses propres sentiments (p. 550)), est aussi une réponse au livre de celui-ci, The Wise Virgins (Les Vierges sages, 1914) avec des personnages et des situations semblables, mais présentées très différemment. Les préoccupations sociales, mais aussi les rêves de campagne renvoient également au Bloomsbury Group, surtout à Duncan Grant.
Le roman est satirique, sur le grand trompe-l'œil de la vie sociale en Angleterre (p. 280) à l'époque édouardienne (1901-1910) : urbanisme de surface, un petit stock de lieux communs, leur tour d'horizon de la famille (p. 291), un grain de raison dans le pudding du sentiment (p. 351), la légèreté de papillons voltigeant d'une tache de soleil à l'autre (p. 43). Tout vaut mieux que chamailleries ou silence : c'est si agréable de tricoter en bavardant  (Lady Otway, p. 283).
Françoise Pellan, dans sa préface, affirme : Œuvre d'un sujet en miettes dans un monde en chaos.

## Éditions françaises
- 1933 : Nuit et jour, Virginia Woolf ; traduit par Maurice Bec ; introd. de René Lalou, Paris : Catalogne, collection : Les Maîtres étrangers, 372 p. (BNF 31667597)
- 2011 : Nuit et jour, Virginia Woolf ; traduit par Catherine Naveau ; préface de Camille Laurens, Paris : Points, Collection : Points. Signatures, 535 p.  (ISBN 978-2-7578-2307-1) (BNF 42423019)
- 2012 : Nuit et jour, Virginia Woolf ; traduit, présenté et annoté par Françoise Pellan, Gallimard, Paris, collection La Pléïade, réédition 2017, Folio classique n° 6244, 720 pages  (ISBN 978-2-07-045212-5)